# Лоуренс, Томми
Томми Лоуренс (англ. Tommy Lawrence; 14 мая 1940 — 9 января 2018) — шотландский футболист. Известен как вратарь английского ФК «Ливерпуль» в 1950—1970-е годы.
Воспитанник молодёжной команды «Ливерпуля», свой первый профессиональный контракт подписал 30 октября 1957 года. За свой избыточный вес имел прозвище Летающий поросёнок, которое получил от болельщиков родного клуба, что, впрочем, не мешало Лоуренсу обладать достаточными для голкипера реакцией и прыгучестью.
Всего сыграл за мерсисайдцев свыше трёхсот матчей, выиграл два чемпионата Англии и Кубок, но в 1971 году был вынужден уйти, проиграв конкуренцию Рэю Клеменсу. Он перешёл в «Транмир Роверс», где провёл последующие три года. Затем он несколько лет защищал цвета любительской команды из Чорли. За сборную Шотландии сыграл три матча.
По окончании футбольной карьеры Лоуренс ушёл работать на завод (отдел технического контроля), откуда ушёл, лишь достигнув пенсионного возраста. В 2013 году болельщики «Ливерпуля» включили Томми в топ-100 игроков, которые произвели на них наибольшее впечатление в истории клуба. Там он занял 96-е место. На первом месте оказался Кенни Далглиш.
Скончался 9 января 2018 года в возрасте 77 лет.